# John Perry (Wasserbauingenieur)
John Perry (russisch Джон Перри; * 1670 in Rodborough; † 1732 in Spalding) war ein englischer Wasserbauingenieur im russischen Dienst.

## Leben
Perry, zweiter Sohn Samuel Perrys und seiner Frau Sarah (Tochter Sir Thomas Notts), trat früh in die Royal Navy ein. Im Januar 1690 wurde er im Kampf mit einem französischen Kaperer verwundet, sodass er seinen rechten Arm nicht mehr gebrauchen konnte. Bei der Überwachung der Schiffsreparatur 1693 im Hafen von Portsmouth konstruierte er eine Apparatur zum Ausschöpfen des Wassers aus tiefen Becken hinter Schützen. Er kommandierte in diesem Jahr einen zu einem Kriegsschiff gehörenden Brander. Als sie 20 Meilen vor Cape Clear Island am 20. September 1793 von zwei großen französischen Kaperern angegriffen wurden und sich ergeben mussten, zündete Perry den Brander nicht an. Es kam zu einem Kriegsgerichtsprozess,  in dem er zu 1000 £ Geldstrafe und 10 Jahre Haft im Marshalsea verurteilt wurde. Im Gefängnis verfasste er ein Pamphlet über seinen Fall, das im Dezember 1694 veröffentlicht wurde und zu seiner Freilassung führte.
Als in der Großen Gesandtschaft Peter I. im April 1698 nach London kam, stellte ihm Thomas Osborne, 1. Duke of Leeds, John Perry vor, der bald darauf als Ingenieur für den Bau von Linienschiffen, Docks und Kanälen mit einem Jahresgehalt von 300 £ nach Russland kam. Im Juni 1698 war er in Nowgorod und begann dann mit der Projektierung eines Kanals zwischen Wolga und Don. Mit dem Bau wurde 1700 begonnen, aber wegen Widerstands des Adels, Material- und Finanzproblemen und des Großen Nordischen Kriegs ging es nur sehr langsam voran. Perry wurde im September 1701 zum Verwalter der Marinearbeiten ernannt und nach Moskau zurückgerufen. Anfang 1702 baute er in Woronesch Kais und Docks für die Reparatur von Galeeren. 1703 erhielt er den Auftrag zur Verbesserung der Schiffbarkeit des Flusses Woronesch.
Bis 1710 führte Perry Arbeiten am Don aus. Wegen der Schwierigkeiten aufgrund des Türkenkriegs wurde er nun angewiesen, einen Kanal von St. Petersburg zur Wolga zu projektieren. Er bestimmte die Trasse, und die Arbeiten wurden begonnen. Allerdings verzögerte sich weiterhin seine Gehaltszahlung, sodass der englische Botschafter Whitworth eine Petition an den Kaiser richtete. Es kam schließlich zum  Streit mit Peter I., worauf sich Perry unter den Schutz des englischen Botschafters begab und 1712 nach England zurückkehren musste. Für seine 14-jährige Tätigkeit erhielt er nur ein Jahresgehalt von der Admiralität. Die Arbeiten zur Schaffung einer Kanalverbindung zwischen St. Petersburg und der Wolga wurden erst 100 Jahre später von François Sainte de Wollant wieder aufgenommen.
Perry wurde 1715 beauftragt, einen Durchbruch an der Themse bei Dagenham zu schließen. Nach fünf Jahren hatte er die Arbeiten erfolgreich abgeschlossen, aber wegen der gestiegenen Kosten erzielte er nicht den erhofften Gewinn, worauf er 1721 An Account of the Stopping of Dagenham Breach veröffentlichte. Einen Bericht über seine Erlebnisse in Russland und die Veränderungen in Russland unter Peter I. hatte Perry 1716 in London veröffentlicht: The state of Russia under the present czar.
In Rye wurde Perry 1724 zum Ingenieur für die Hafenarbeiten ernannt. Nach Abschluss der Arbeiten und Erhalt der Entlohnung ließ er sich in Spalding nieder. Am 16. April 1730 wurde er dort zum Mitglied der Gesellschaft der Altertumsforscher gewählt. Im Februar 1732 wurde er Ingenieur der zur Trockenlegung der Lincolnshire-Moore gegründeten Gesellschaft.
In Andrei Platonows Novelle Epiphaner Schleusen (1927) ist die Hauptperson Perry nachgestaltet.